# Targassonne
Targassonne település Franciaországban, Pyrénées-Orientales megyében. Lakosainak száma 194 fő (2022. január 1.). Targassonne Llívia, Angoustrine-Villeneuve-des-Escaldes, Font-Romeu-Odeillo-Via, Égat és Estavar községekkel határos.

## Népesség
A település népessége az elmúlt években az alábbi módon változott:
| Lakosok száma | 186  | 180  | 184  | 184  | 190  | 195  | 193  | 195  | 194  |
|               | 2013 | 2015 | 2016 | 2017 | 2018 | 2019 | 2020 | 2021 | 2022 |